# لوك داردين
لوك داردين (و. 1954 – م) هو مخرج سينمائي، وكاتب سيناريو من بلجيكا .

## جوائز
حصل على جوائز منها:
- Burgerschapsprijs Stichting P&V (2006).

## روابط خارجية
- لوك داردين على موقع IMDb (الإنجليزية)
- لوك داردين على موقع الموسوعة البريطانية (الإنجليزية)
- لوك داردين على موقع مونزينجر (الألمانية)
- لوك داردين على موقع قاعدة بيانات الأفلام العربية
- لوك داردين على موقع ألو سيني (الفرنسية)
- لوك داردين على موقع أول موفي (الإنجليزية)
- لوك داردين على موقع قاعدة بيانات الأفلام السويدية (السويدية)
- لوك داردين على موقع قاعدة بيانات الفيلم (الإنجليزية)
- لوك داردين على موقع كينوبويسك (الروسية)